# 芦草沟

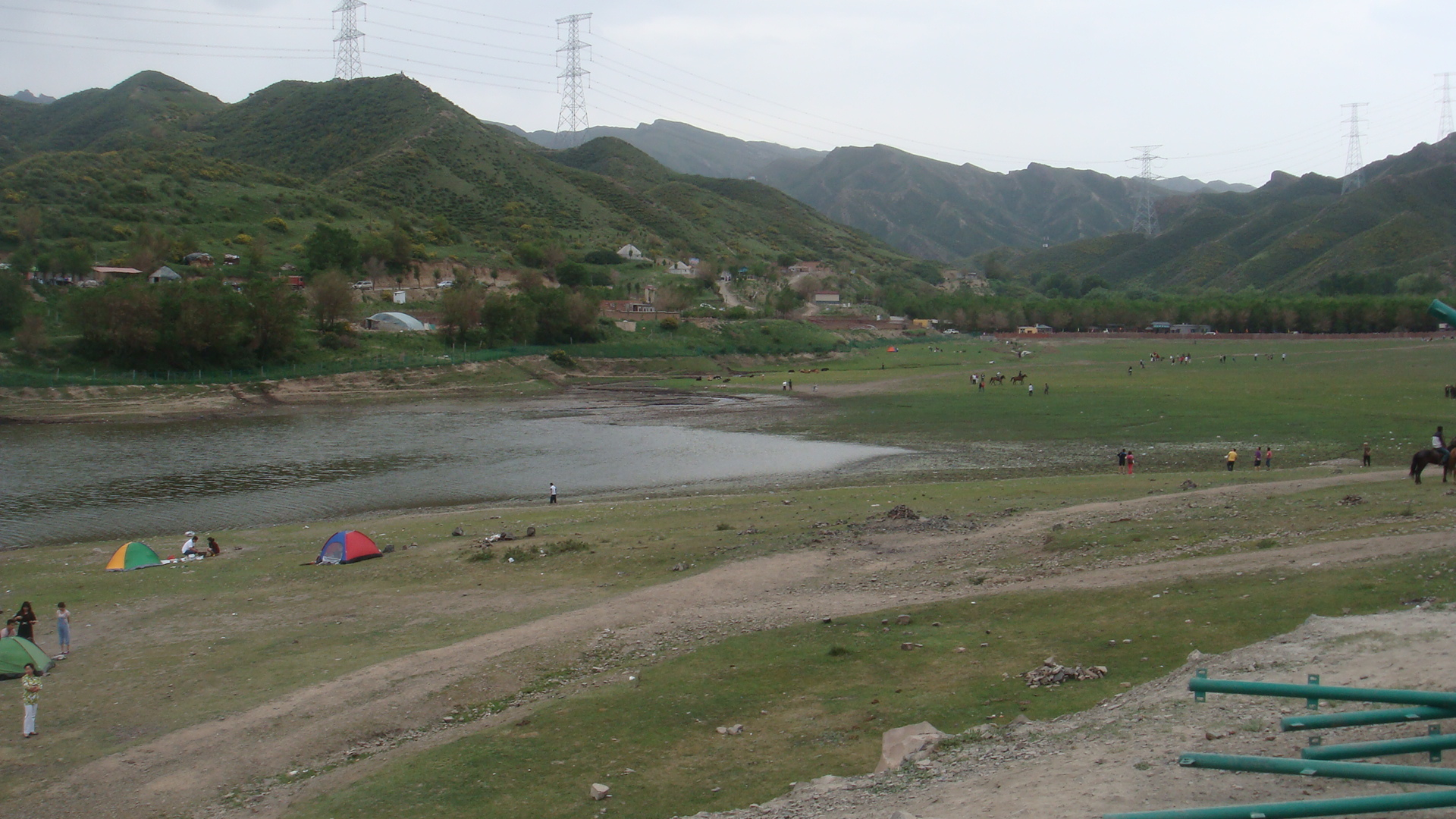
石人子沟水库

芦草沟位于中华人民共和国新疆维吾尔自治区乌鲁木齐市的一条河流，原为乌鲁木齐河下游老龙河支流，现为独立水系。芦草沟发源于达坂城区西北天山山脉博格达山西部末梢北麓中低山带，主要由石人子沟（主源）和水沟子于米东区芦草沟乡芦草沟村附近汇集而成，之后干流出山口向西北流经乌鲁木齐市东北郊米东区城区（原米泉市）, 水量大多深入地下或被引用。出山口（汇合口）以上河长15千米，集水面积127平方千米，年均径流量965万立方米。